# Wacław (poemat)
Wacław – poemat Juliusza Słowackiego, powstały we Florencji w 1838, wydany w tomie Trzy poemata w 1839 w Paryżu. W zamierzeniu autora miał to być poetycki epilog Marii Antoniego Malczewskiego.

## Treść
Tytułowy bohater Wacław ginie otruty przez wiarołomną żonę popiołami antenatów (w tradycji ludowej kara za zdradę kraju), dostarczonymi przez wiedźmę. Wraz z nim ginie syn jego i Marii, romantyczny rówieśnik Pacholęcia z Marii i Orcia z Nie-Boskiej komedii Zygmunta Krasińskigo.
Piekielne męczarnie bohatera utrzymane są w stylu bajronicznym.